# Lezgistan

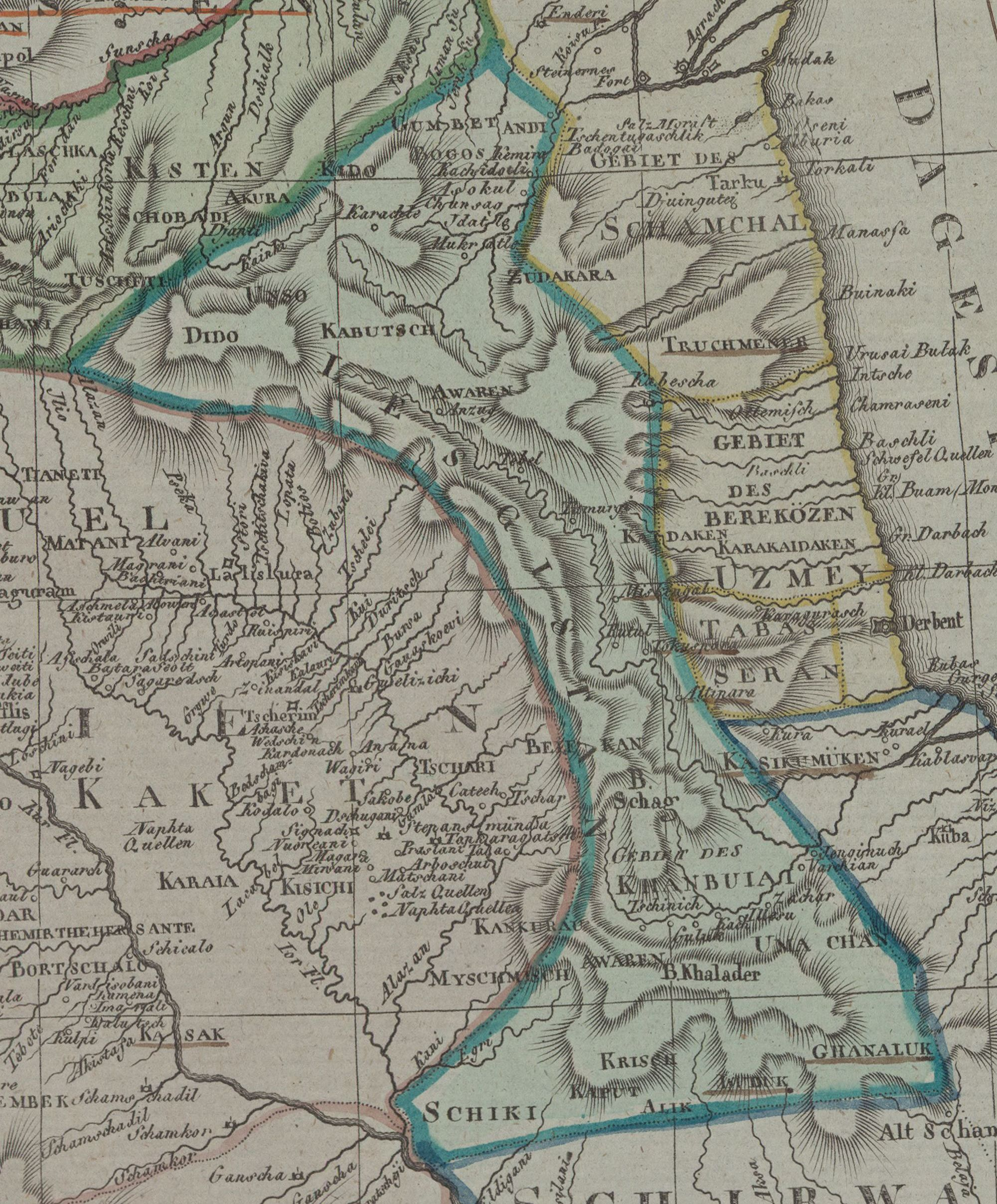
Lezgistan da una mappa del Caucaso di Johann Christoph Matthias Reinecke, 1804

Il Lezgistan o Lekia (Леӄи, lek'i) si può riferire a: un termine occasionalmente utilizzato per descrivere l'attuale Daghestan, prima della Rivoluzione russa. o un concetto irredentista dell'organizzazione separatista Sadval che punta alla creazione di un'entità etno-politica nell'area abitata dalla popolazione dei Lezgini nella Repubblica del Daghestan e Azerbaigian.

## Storia
Mentre gli antichi storiografi come Erodoto, Strabone e Plinio il Vecchio, si riferivano ai popoli Legoi come coloro che abitavano l'Albania caucasica, gli storici arabi del IX-X secolo menzionano già l'esistenza del regno di Lakz nell'attuale Daghestan meridionale. Al Masoudi riporta l'esistenza degli abitanti dell'area chiamati Lakzams (Lezgini), che difesero Shirvan dagli invasori del nord.
Prima della Rivoluzione russa, Lezgino era il termine utilizzato per tutti quei gruppi etnici abitanti l'attuale Repubblica del Daghestan nello stato russo.

## Concetto politico

Lezgistan da una mappa del Caucaso di Johann Gustav Gaerber (1728)

Il movimento nazionale lezgino, Sadval (Unità) venne fondato nel luglio del 1990 a Derbent, in Daghestan, nella Russia (allora Unione Sovietica). Esso da subito richiese l'unificazione del popolo dei lezgini (in Azerbaigian e in Daghestan) perché per loro era stata negata l'opportunità di sviluppare la loro cultura sotto il dominio sovietico.
Sadval non trovò supporto in Azerbaigian, e la risposta fu nel 1994 l'attacco esplosivo della metropolitana di Baku nel quale 27 persone rimasero uccise. Emerse in seguito che il Servizio Segreto Armeno aveva partecipato alla creazione di Sadval, fornendo fondi, allenamento e armi ai militanti.